# Convento de Santo Domingo (El Puerto de Santa María)

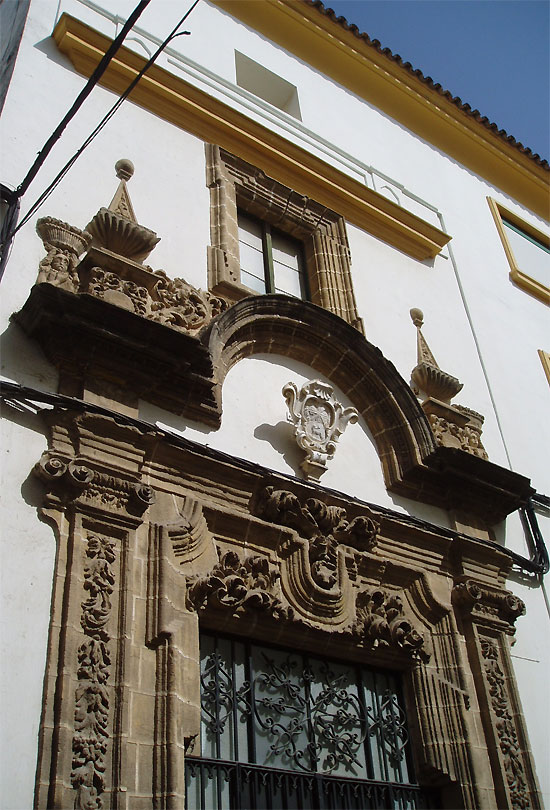
Portada del convento de la calle San Bartolomé, de mediados del siglo XVII. Se aprecia el escudo de la orden, la decoración vegetal y dos figuras humanas (indios que representan la evangelización de los dominicos en América) que portan cestas con frutas y flores..

El Convento de Santo Domingo de la ciudad de El Puerto de Santa María es un edificio cuyos inicios se remontan al siglo XVII, siglo en el que esta localidad andaluza se encontraba en plena ebullición debido a la actividad de la Capitanía General del Mar Océano y a un activo comercio con las Indias que ofrecía pingües beneficios. En este convento fue enterrada Josefa Pacheco, la que fuera esposa del Almirante D. Blas de Lezo

## Descripción
El crecimiento que vivió El Puerto en esa época hizo que fuera del interés de distintas órdenes religiosas. Entre ellas la de los Dominicos, que obtuvieron las licencias para establecerse en la ciudad por parte del duque de Medinaceli y conde de El Puerto el 19 de octubre de 1657. En 1658 el duque compra una serie de casas, entre ellas las del Almirante Matías de Orellana de la Calle Pileta (actual Santo Domingo) para levantar la sede del convento, pues anteriormente los dominicos se ubicaban en la ermita del Rosario de la calle Pozuelo.
El edificio se culmina en la primera mitad del XVIII. En él se encontraban la casa de Estudios de Filosofía y de Religiosos Observantes de su institución, así como dos cofradías. En el siglo XIX el convento pasa a manos del ayuntamiento debido a las desamortizaciones de la época.
Ya en el siglo XX pasa a ser la sede de la Academia de Bellas Artes y más tarde Instituto de Enseñanza Laboral, de Bachillerato, y actualmente, de ESO, Bachillerato y Técnicos en Vitivinicultura (IES Santo Domingo). A pesar de las diversas reformas efectuadas en el convento, es un buen ejemplo de edificio monacal del Barroco dieciochesco en Andalucía.
- Datos: Q5785899